# 류자신 선생 묘 및 신도비
류자신 선생 묘 및 신도비는 대한민국 경기도 시흥시 능곡동에 있다. 2000년 1월 31일 시흥시의 향토유적 제4호로 지정되었다.

## 개요
조선 광해군의 국구인 류자신(1541~1612)의 묘와 재실이다.

## 같이 보기
- 류자신

## 참고 문헌
- 류자신 선생 묘 및 신도비[깨진 링크(과거 내용 찾기)] - 시흥시 사이버역사관